# Unfallverhütung (Briefmarkenserie)
Unfallverhütung bzw. Jederzeit Sicherheit ist der Name einer deutschen Dauermarkenserie, die von 1971 bis 1974 erschien.
Die Serie bestand aus elf schematischen, einfach skizzierten einfarbigen Werten auf weißem Hintergrund. Einige der Marken gab es auch in Markenheftchen. Die Marken erschienen bei der Deutschen Bundespost und bei der Deutschen Bundespost Berlin. Die Berliner Werte unterschieden sich dabei nur durch Schriftzug „Berlin“; Farbe, Motiv und Wert waren gleich. Auch die Erscheinungsdaten der bundesdeutschen und der Berliner Ausgaben waren gleich. Die Berliner Marken waren bis zum 31. Dezember 1991 frankaturgültig, die bundesdeutschen Ausgaben bis zum 30. Juni 2002.

## Motive
Jede Freimarke der Serie zeigt eine skizzenhafte Darstellung einer Gefahrenquelle bzw. eines möglichen Unfalls, etwa einer Hand mit einer Kreissäge. Einen Warntext gab es nicht auf der Marke, er wäre wegen der geringen Größe auch kaum sinnvoll gewesen.

## Besonderheiten
- Es gibt zwei grundsätzlich verschiedene Markenheftchen mit dieser Serie. Zuerst erschienen Hefte mit vierseitig gezähnten Marken. Danach gab es zwei Hefte mit nur dreiseitig gezähnten Marken. Diese waren entweder oben oder unten geschnitten, um mit dem Heftchendeckel abschließen zu können. Das war das erste Mal, dass die Bundespost Marken herausgab, die nicht allseitig gezähnt waren.
- Der Wert zu 70 Pfennig war der einzige zweifarbige Wert: Nennwert und Inschriften sind grün und das Motiv ist blau.
- Die Marke war die erste Dauerserie, die ausschließlich in Rollen hergestellt wurde. Wegen der teilweise minderen Qualität der Zähnung wurde für die Versandstellen für Sammlermarken eine Kleinauflage in Bogen hergestellt, die aber auch nur dort erhältlich waren. Wie bei allen Marken, die in Rollen und Bogen gedruckt werden, bilden waagerechte Paare und Randstücke (mit anhängendem Bogenrand) ein besonderes Sammelgebiet, weil man an ihnen nachweisen kann, dass die Marken aus Bogen stammen.
- Bei der regulären Rollenmarke war zur besseren Zählung auf der Rückseite jeder fünften Marke die Zahl der noch auf dieser Rolle befindlichen Marken aufgedruckt. Ausschließlich bei dieser Serie gab es diese Nummern aber nicht nur in schwarz, sondern auch in drei anderen Farben.

## Liste der Ausgaben und Motive
| Bild | Wert in Pfennig | Beschreibung                         | Ausgabedatum  | Auflage Bund, Berlin     | Mi.-Nr. Bund, Berlin | Ausgabeform: Bogen (B), Rollen (R), Markenheftchen (MH) | Datum der Ausgaben oben / unten geschnitten aus Markenheftchen |
| ---- | --------------- | ------------------------------------ | ------------- | ------------------------ | -------------------- | ------------------------------------------------------- | -------------------------------------------------------------- |
|      | 5               | Brand durch Streichholz              | 29. Okt. 1971 | 104.865.000 11.490.000   | 694 402              | (B), (R), (MH) Berlin nur (B), (R)                      | –                                                              |
|      | 10              | Sturz durch defekte Leiter           | 8. März 1972  | 300.405.000 40.880.000   | 695 403              | (B), (R), (MH)                                          | 1974                                                           |
|      | 20              | Gefahr durch Kreissäge               | 5. Juli 1972  | 151.510.000 51.878.000   | 696 404              | (B), (R), (MH)                                          | 1974                                                           |
|      | 25              | Alkohol am Steuer                    | 10. Sep. 1971 | 270.869.000 14.536.000   | 697 405              | (B), (R), (MH) Berlin nur (B), (R)                      | –                                                              |
|      | 30              | Sicherung durch Schutzhelm           | 8. März 1972  | 746.741.000 48.673.000   | 698 406              | (B), (R), (MH)                                          | 1974                                                           |
|      | 40              | Gefahr durch defekten Stecker        | 20. Juni 1972 | 1.318.504.000 36.052.000 | 699 407              | (B), (R), (MH)                                          | 1974                                                           |
|      | 50              | Nagel im Brett                       | 16. Jan. 1973 | 1.104.500.000 35.790.000 | 700 408              | (B), (R)                                                | –                                                              |
|      | 60              | spielendes Kind und Auto             | 10. Sep. 1971 | 97.000.000 8.020.000     | 701 409              | (B), (R)                                                | –                                                              |
|      | 70              | spielendes Kind und Auto (wie 60 Pf) | 5. Juni 1973  | 205.665.000 9.290.000    | 773 453              | (B), (R)                                                | –                                                              |
|      | 100             | Gefahr durch schwebende Last         | 5. Juli 1972  | 222.460.000 13.840.000   | 702 410              | (B), (R)                                                | –                                                              |
|      | 150             | Absperrung bei Sturzgefahr           | 11. Sep. 1972 | 80.085.000 6.985.000     | 703 411              | (B), (R)                                                | –                                                              |